# Redl-kastély
A Redl-kastély, Bács-Kiskun vármegyében, Tompán a Bárómajorban található, a Szent Anna-templom mellett. A kastély romantikus stílusban épült az 1860-as években.
A kastélyról szóló első írásos emlék 1831-ből származik, akkoriban a rottenhausei és rasztinai báró Rédl család birtokolta. Redl Imre és Redl Gyula közül a tompai kastély Imre lakta, mert Gyulának, a Zombor melletti Rasztinapusztán (ma Szerbia), volt kastélya, amelyet 1814-ben építtetett. Imre halála után, 1851-ben a kastély fia, Redl Béla örökölte, aki 1860-ban Gerster Károly építész tervei alapján oldalszárnyakkal bővítette. 1905-ben örökség révén a Nyéky család tulajdonába került, majd 1908-ban Rédl Béla utód nélküli halála után először nővérére Klaudiára, majd halála után Béla unokahúgára, Nyéky Claudiára és férjére aszódi báró Podmaniczky Endre, főispánra szállt a kastély tulajdonjoga. Podmaniczky báró, császári és királyi honvéd huszárőrnagy volt, majd nemzetgyűlési képviselő lett. Az államosításig a Podmaniczky család tulajdona volt.
1945 után a Népjóléti Minisztérium hadirokkantotthont rendezett itt be, ahol a második világháborúban megsérült katonákat helyeztek el. Később volt raktár, laktanya, termelőszövetkezeti iroda, 1957 óta a Fővárosi Tanács (jelenleg Fővárosi Önkormányzat) kezelésében van, pszichiátriai betegotthonként működik.

## A kastélypark
A kastélyt egy 50 hektáros arborétum jellegű park veszi körül, melyet 1860-ban Rédl báró létesített. A park végében áll egy Gloriett (kilátó), ahol az egykori tulajdonos Rédl Béla báró kedvenc kutyájának (Piminek) állított, márványból készült síremléke látható. A park érdekessége, hogy pávák élnek benne.